# Swagger (film, 2016)
Pour plus de détails, voir Fiche technique et Distribution.
Swagger est un documentaire français réalisé par Olivier Babinet, sorti le 16 novembre 2016 (France),.

## Synopsis
Teen-movie documentaire, Swagger nous transporte dans la tête de onze enfants et adolescents aux personnalités surprenantes, qui grandissent au cœur des cités les plus défavorisées de France. Le film nous montre le monde à travers leurs regards singuliers et inattendus, leurs réflexions drôles et percutantes.
Adoptant un cinéma libre et affirmé, Swagger déploie une mosaïque de rencontres en mélangeant les genres, jusqu’à la comédie musicale et la science-fiction. Il donne vie aux propos et rêves de ces ados avec humour et poésie.
Car, malgré les difficultés de leurs vies, les enfants d’Aulnay et de Sevran ont des rêves et de l’ambition. Et ça, personne ne leur enlèvera ! 

## Fiche technique
- Titre : Swagger
- Scenario : Olivier Babinet
- Réalisation : Olivier Babinet
- Production : Marine Dorfmann (Faro) et Alexandre Perrier (Kidam)
- Musique originale : Jean-Benoît Dunckel
- Image : Timo Salminen
- Montage : Isabelle Devinck
- Son : Guillaume Le Braz et Christophe Penchenat
- 1ère Assistante Réalisateur : Maud Mathery
- Coproduction : Guillaume Marien (Mathematic), Sam Fontaine (Carnibird), Jean-Luc Bergeron, Jean Ozannat et Didier Barcelo (Anomalie Films)
- Langue : français
- Durée : 84 minutes
- Date de sortie : 
  - France : 16 novembre 2016

## Distribution
- Aïssatou Dia : Aïssatou
- Mariyama Diallo : Mariyama
- Abou Fofana : Abou
- Nazario Giordano : Nazario
- Astan Gonle : Astan
- Salimata Gonle : Salimata
- Naïla Hanafi : mickey
- Ilyem le boss
- Aaron N'Kiambi : Aaron
- Régis N'Kissi : Régis
- Paul Turgot : Paul
- Elvis Zannou : Elvis